# Habenaria distans
Habenaria distans är en orkidéart som beskrevs av August Heinrich Rudolf Grisebach. Habenaria distans ingår i släktet Habenaria och familjen orkidéer. Inga underarter finns listade i Catalogue of Life.